# اتحادیه هایبات پور
اتحادیه هایبات پور (به لاتین: Haibatpur Union) یک منطقهٔ مسکونی در بنگلادش است که در Jessore Sadar Upazila واقع شده‌است.